# 大步危站
33°52′35″N 133°46′02″E / 33.8765°N 133.767264°E
大步危站（日语：／ Ōboke eki */?）是位於德島縣三好市西祖谷山村德善西、隸屬於四國旅客鐵道（JR四國）的鐵路車站。車站編號為D27。是前往大步危峽、吉野川、祖谷溪、祖谷溫泉、蔓橋（かずら橋）及小便小僧等旅遊熱點的最近車站。雖然本站遊人頗多，且在宣傳之下有不少外國觀光客，但JR四國因應節省成本及精簡人手，於2010年將本站由有站員駐守降格為無人站，並以自動售票機取代。
大步危站接近德島縣和高知縣交界，但不少遊客皆將大步危及附近景點誤當為高知縣的景點。

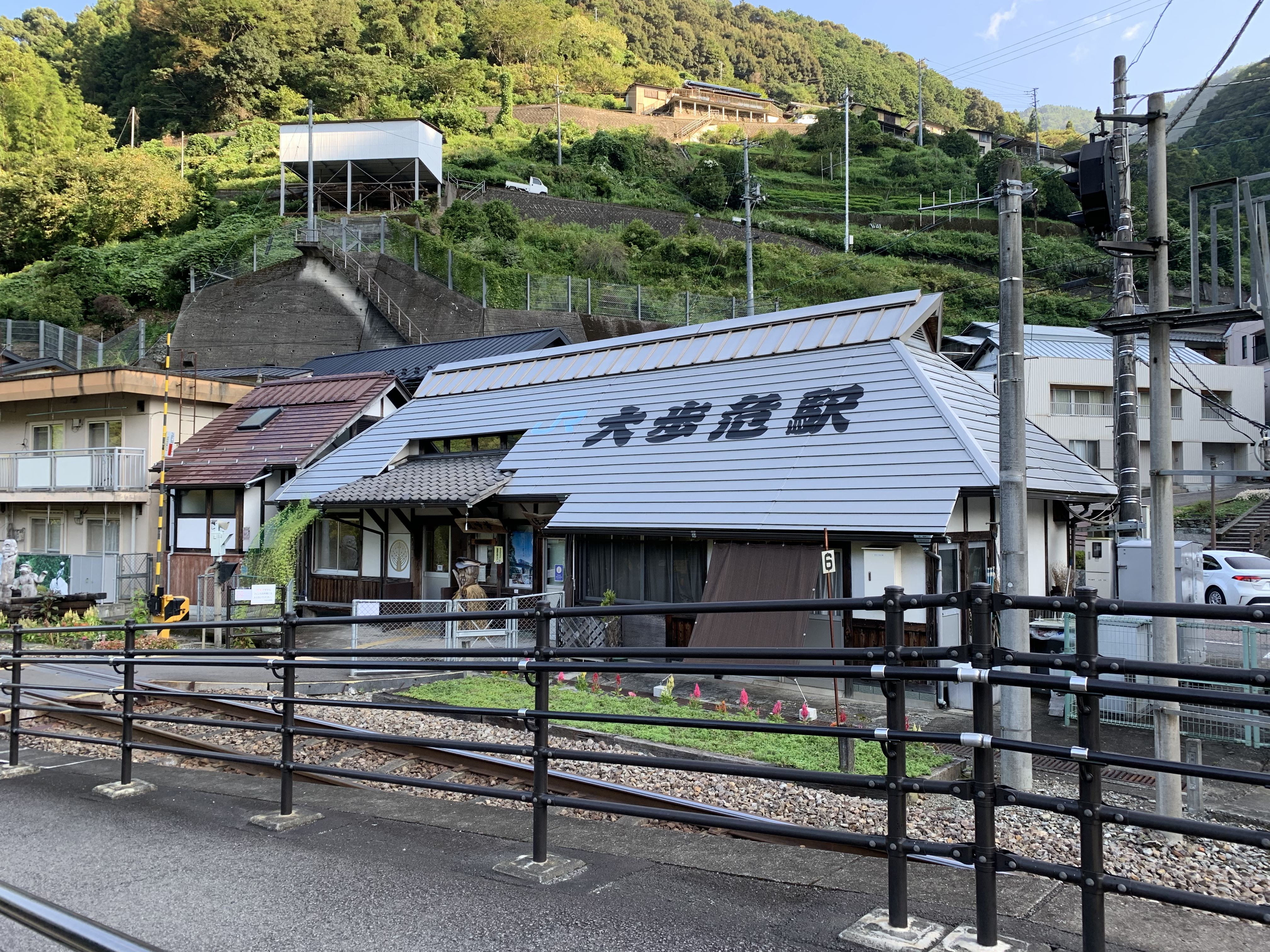
平交道與站房(2023年9月)

## 車站構造
本站為單層木結構建築，屬於小規模的站舍，設有候車室、舊票務室、自動售票機及數個投幣式儲物櫃，而洗手間設於站外。在有人站時代，僅上午時段才有職員由阿波池田站調來值班，2010年因為精簡人手而降為無人站，仍然由阿波池田站管理。
2011年，時任阿波池田站長兵藤文市與當地居民組織成立了「大步危站活性化協議會」活化車站，並在日籍美國日本學學者亞歷克斯·亞瑟·克爾（Alex Kerr）的協助下，將原站務室經翻新後成為了「祖谷生活展示館」，也將附近原來暱稱為「Hot案内所」（ほっと案内所）的休息站遷搬至生活展示館，而原來細小候車室則加裝了無線上網設施，成為旅遊觀光角，亦先後增設了「觀光旅遊站長」—用櫸樹所雕刻而成的妖怪「子泣爺爺」及助理站長「虎太郎」—活性化協議會其中一位成員所飼養的柴犬。
大步危站由1個島式月台及1個側式月台所組成，與其他車站稍為不同的是，它的側式月台位於最外圍，而非依靠在站舍旁邊。而往來月台及站舍之間是靠往小步危站方向的月台末端平交道連接。由於會經過列車路軌，因此在月台出入口及站舍改扎口附近設有自動感應欄杆，當列車快要到達時，感應欄杆便會放下，阻止乘客衝越。
從3號月台（側式月台）可以直接眺望祖谷溪及遊覽船泛川的景色。而往小步危站方向的月台盡頭更連接往一條觀景迴廊。而在島式月台上則放置了一個迷你藤蔓橋的模型。

### 月台配置
| 月台 | 路線    | 方向 | 目的地                   |
| ---- | ------- | ---- | ------------------------ |
| 1－3 | ■土讚線 | 下行 | 土佐山田、高知、中村方向 |
| 1－3 | ■土讚線 | 上行 | 阿波池田、高松、岡山方向 |

## 班次
本站為所有特急「南風」、「四萬十」的停車站。約每小時開出一班。而途經本站的普通列車，下行列車共有8班，頭班車以土佐山田站為止，其餘7班皆以高知站止，尾車更早於18:19已開出。上行亦只有9班，除頭班開至琴平站外，其餘皆以阿波池田站為終站，尾班車開21:15，比下行遲近三小時開出。另外，由阿波池田站開出的列車，於下午及晚間共有3班本站為終站，但星期日及公假期間，最後一班並不設服務。

## 歷史
- 1935年11月28日：車站開張，當時稱為「阿波赤野」。
- 1950年10月1日：改稱為「大步危站」。（同日起「西宇」亦改名為「小步危」）
- 1987年4月1日：日本國鐵分割民營化，車站的營運由JR四國繼承。
- 2010年10月1日：降格為無人站。
- 2014年10月1日，於島式月台靠向1號月台上加設了「戀愛長櫈」（らぶらぶベンチ，Love Love Bench），是繼土讚線的坪尻和予土線的江川崎後，第三個JR四國車站加裝的新觀光設施。[6][7]

## 利用狀況
根據《德島縣統計書》，1日平均乘車人次如下：
- 172人（1995年度）
- 175人（1996年度）
- 171人（1997年度）
- 178人（1998年度）
- 156人（1999年度）
- 145人（2000年度）
- 152人（2001年度）
- 150人（2002年度）
- 133人（2003年度）
- 115人（2004年度）
- 110人（2005年度）
- 100人（2006年度）
- 103人（2007年度）
- 98人（2008年度）
- 89人（2009年度）
- 83人（2010年度）
- 77人（2011年度）
- 71人（2012年度）
- 73人（2013年度）
- 73人（2014年度）

2014年全年共約3萬人次，其中有一成是外國人。

## 相鄰車站
四國旅客鐵道（JR四國）
■土讚線
小步危（D26）－大步危（D27）－土佐岩原（D28）

## 外部連結
- JR四國大步危站介紹。（日語）